# David Palladius
David Palladius   (Magdeburg - 1625) fou un compositor alemanyactiu entre el 1572 i el 1599.
Estigué al servei del bisbe de Halberstadt, i se li deuen, entre altres composicions: Cantiones nuptiales 4,5,6 e 7 vocum (Wittenberg, 1590), i Neues Lied (Magdeburg, 1590).